# إليوشن إل-22
إليوشن إل-22 (بالإنجليزية: Ilyushin Il-22)‏ هي قاذفة قنابل من صناعة إليوشن. كان أول طيران لها في 22 يوليو 1947.